# Incilius chompipe
Espèce
Synonymes
- Crepidophryne chompipe Vaughan & Mendelson, 2007

Statut de conservation UICN

 VU D2 : Vulnérable
Incilius chompipe est une espèce d'amphibiens de la famille des Bufonidae.

## Répartition
Cette espèce est endémique du centre du Costa Rica. Elle se rencontre entre 1 500 et 1 600 m d'altitude sur le Cerro Chompipe dans la réserve Dantas dans la cordillère Centrale.

## Description
Les mâles mesurent de 22,5 à 27,3 mm et les femelles jusqu'à 33,5 mm.

## Étymologie
Son nom d'espèce lui a été donné en référence au lieu de sa découverte, le Cerro Chompipe.

## Publication originale
- Vaughan & Mendelson, 2007 : Taxonomy and Ecology of the Central American Toads of the Genus Crepidophryne (Anura: Bufonidae). Copeia, vol. 2007, no 2, p. 304-314.